# Hypothèse de l’instabilité financière
L’hypothèse de l’instabilité financière est une hypothèse de la science économique qui est soutenue par Hyman Minsky. Selon lui, le système financier est par définition instable, et se caractérise par une alternance entre stabilité et instabilité. Les instabilités, dues aux interactions entre les différents types de comportements financiers, sont endogènes.

## Historique
Hyman Minsky s'intéresse, dans les années 1970, au fonctionnement du système financier international et aux crises qui en découlent, et qui indiquent un caractère cyclique de l'économie. Il écrit une thèse sur le sujet, appelée Hypothèse d’instabilité financière, puis publie en 1986 un livre, Stabilizing an Unstable Economy, où il développe l'hypothèse de l'instabilité financière. Il s'inspire des écrits de John Maynard Keynes, et prolonge des travaux de Charles Kindleberger, qui a publié en 1978 Manias, Panics and Crashes. A History of Financial Crisis.

## Concept
Minsky pense le système financier comme particulièrement instable. Il établit une chronologie cyclique des systèmes financiers : dans la phase d’expansion du cycle, les banques commerciales octroient des prêts et génèrent du crédit de manière couverte. Les profits augmentent, et la confiance dans l'économie incite les agents à abandonner leurs liquidités pour des actifs financiers, ce qui réduit la liquidité de l'économie. En plus de cela, les agents sont incités à recourir à un financement à court terme tant que les taux courts sont inférieurs aux taux longs.  
Le système économique en pleine croissance, l’endettement privée s’accélère, et les banques financent des projets de plus en plus spéculatifs. Les agents économiques sont tentés par la spéculation grâce à des effets de levier, ce qui accroît le risque dans l'économie. La spéculation et l’endettement font augmenter les prix et créent des bulles.  
Le système chute à partir du moment où les taux d'intérêt réaugmentent. Leur augmentation peut être due à plusieurs facteurs. Le plus souvent, il s'agit d'une augmentation de la prime de risque, car les prêteurs se rendent compte qu'ils ne pourront pas toujours être remboursés. Il peut aussi s'agir d'une décision des autorités publiques : afin de lutter contre l'inflation, les autorités monétaires mettent en place une politique monétaire restrictive, et par contagion les taux pratiqués par les banques augmentent, ce qui asphyxie l'offre de crédit et peut aller jusqu'au credit crunch. 
Les particuliers et entreprises sont alors fragilisés. Ces agents économiques sont amenés à emprunter pour rembourser leur dette passée et pour payer la charge des intérêts. Puis, elles commencent à vendre leurs actifs pour se financer, ce qui engendre une baisse des prix de ces actifs. Une défiance généralisée s’installe alors sur la valeur des actifs, ce qui entraîne un risque d’effondrement des marchés. La seule solution est alors une intervention en urgence de la banque centrale, agissant en tant que prêteur en dernier ressort, pour apporter au marché la liquidité dont il a besoin,.
Cela amène Minsky à affirmer que « la stabilité est instable », car elle porte en elle les germes de sa propre chute. L'instabilité est par conséquent endogène au système financier, et non exogène.

## Exemple
La crise économique mondiale de 2008 est un cas qui tombe sous l'hypothèse de l'instabilité financière. Elle est causée par la multiplication des emprunts « subprimes », à haut risques, qui entraîne tout le système économique et financier mondial avec lui. Minsky avait remarqué que durant les années précédant certaines crises, les biens immobiliers connaissaient une hausse des prix régulières et importantes obligeant les investisseurs à prendre plus de risques et à prêter davantage à des emprunteurs non solvables.